# 莱茵德意志歌剧院

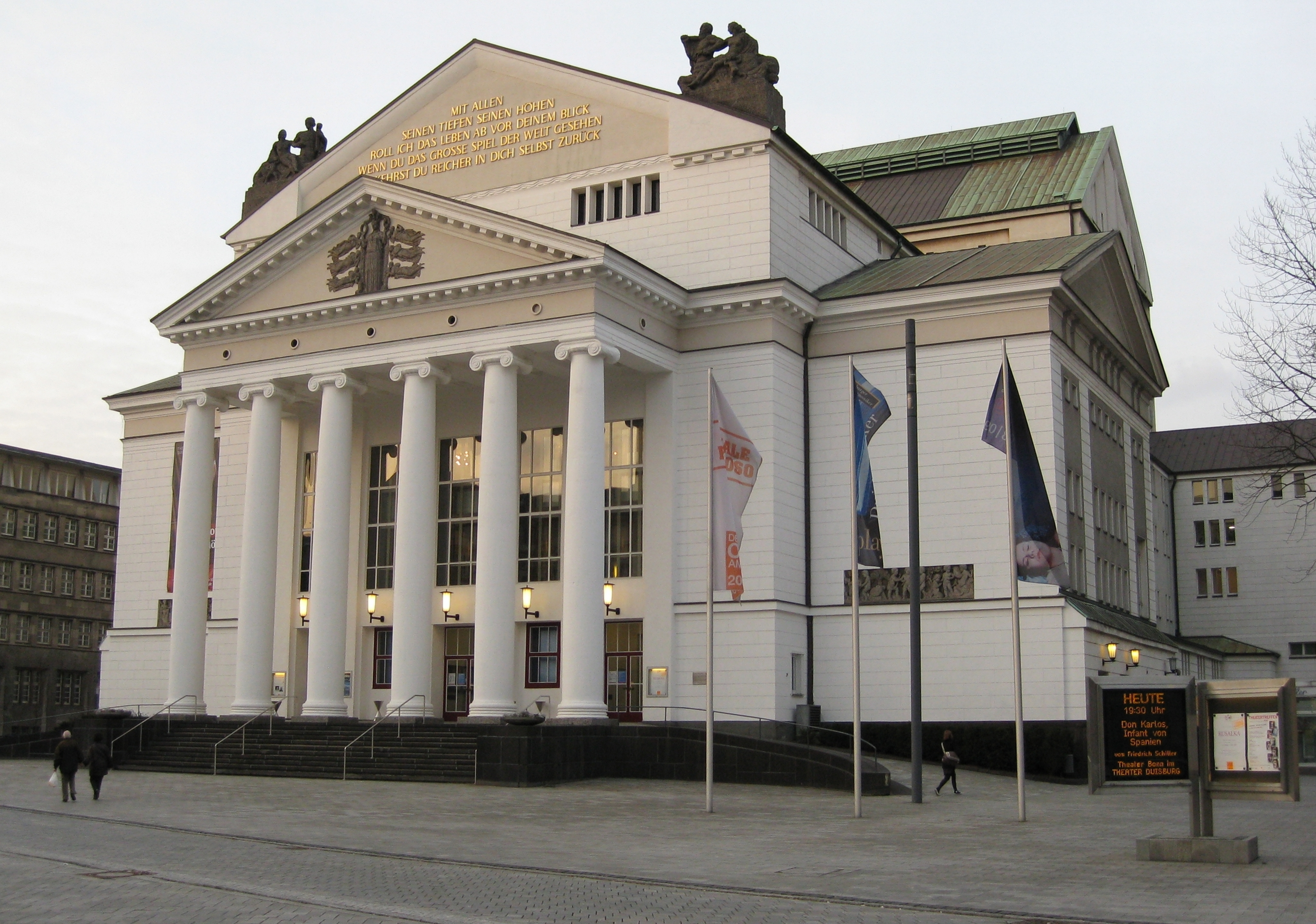
杜伊斯堡剧院（2009年）

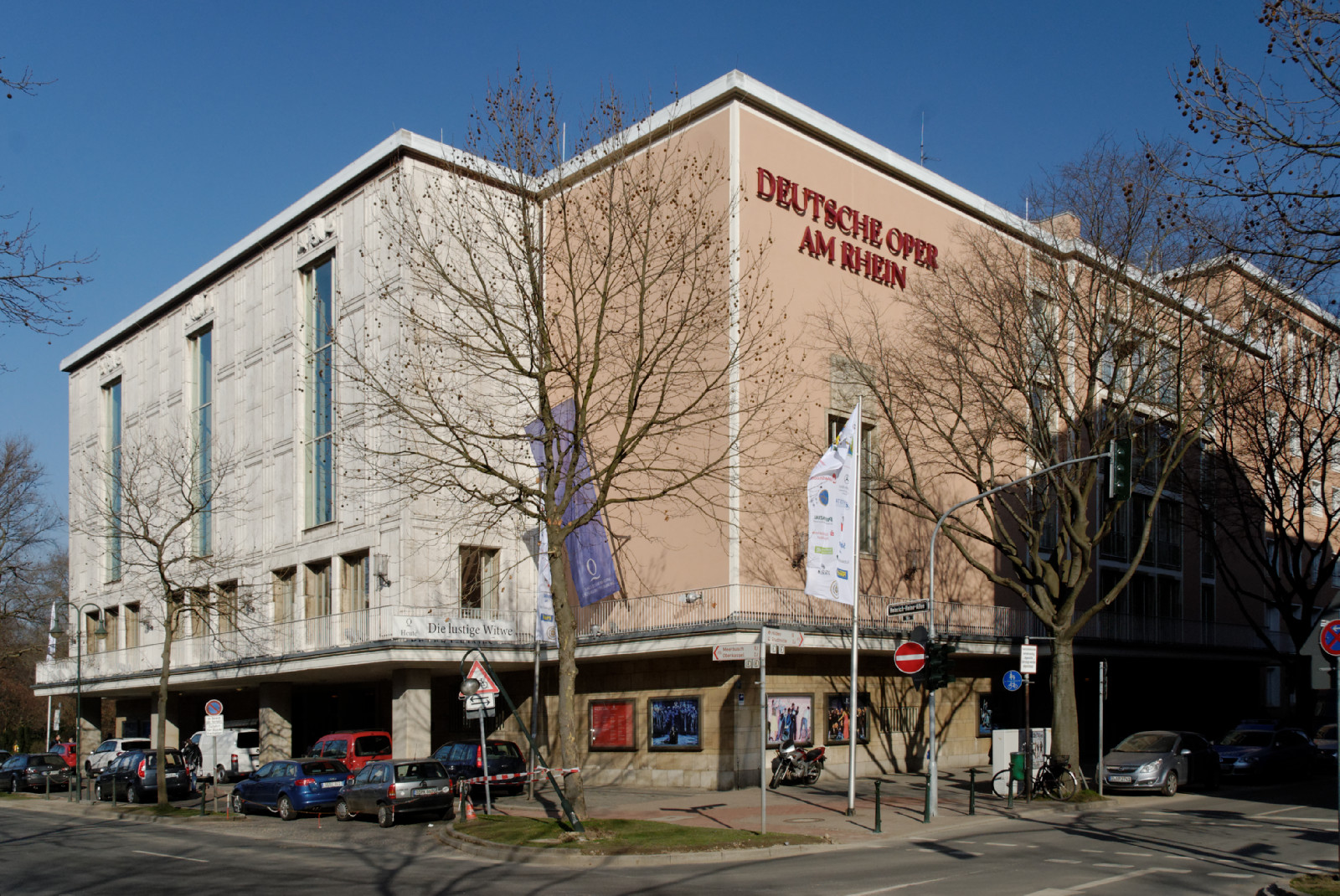
杜塞尔多夫歌剧院（2011年）

莱茵德意志歌剧院（Deutsche Oper am Rhein）是一家位于杜塞尔多夫和杜伊斯堡的歌剧公司，成立于1955年。
该歌剧公司有两处演出场所：1875年建成的杜塞尔多夫歌剧院和1912年建成的杜伊斯堡剧院。两处建筑均在二战中被毁，战后重建而成。杜塞尔多夫歌剧院2007年翻修后，首演的剧目是《茶花女》。
2015年，剧团的两名歌手，欧雷格·布里札克和玛莉亚·拉德纳，不幸在德国之翼航空9525号班机空难中丧生。